# Stéphane Lecat
Pour les articles homonymes, voir Lecat.
Stéphane Lecat, né le 6 août 1971 à Nogent-sur-Marne est un nageur français spécialiste des compétitions en eau libre.

## Débuts
Stéphane Lecat a fait ses débuts dans les clubs de natation de Gauchy, Saint-Quentin, Tremblay-en-France, Villeparisis Natation, Abbeville avant d'éclore réellement au club de Compiègne. Il remporte son premier titre de champion de France en nage libre en 1994 à Aix-les-Bains.

## Palmarès
Stéphane Lecat a remporté à trois reprises la Traversée internationale du lac Saint-Jean au Québec : en 1996 sur la distance de 40 km et en 1999 et 2000 sur 32 km. Depuis cette édition, il détient le record de l'épreuve en 6 h 22 min 48 s.
En 1996, 1997, 1999 et 2000, il remporte le marathon aquatique Santa Fe-Coronda en Argentine sur la distance de 62 km.
Il remporte trois fois le classement général de la Coupe du Monde Fina en 1996, 1997 et 1999.
En 2003, Stéphane Lecat a traversé la Manche à la nage, depuis l'Angleterre vers la France. Il est crédité d'un temps de 8 h 19.

### Championnats d'Europe
- Championnats d'Europe de natation 1995 à Vienne
  -  médaille de bronze sur 25 km en 5 h 14 min 46 s 4.
- Championnats d'Europe de natation 1997 à Séville
  -  médaille d'argent sur 25 km en 5 h 8 min 36 s.
- Championnats d'Europe de natation 2000 à Helsinki
  -  médaille d'or sur 25 km en 5 h 5 min 22 s 5.

### Championnats du monde
- Championnats du monde de natation 2001 à Fukuoka
  -  médaille de bronze sur 25 km en 5 h 26 min 36 s 5.

## Après-carrière
Après sa retraite sportive en 2004, Stéphane Lecat a entraîné la nageuse française Malia Metella, vice-championne olympique à Athènes sur 50 m nage libre en 2004.
Il a été ensuite Conseiller Technique Régional en Picardie puis Directeur de la discipline de l'Eau Libre depuis 2013 au sein de la Fédération française de natation. Il est nommé en septembre 2015 directeur des équipes de France olympiques de natation.
Depuis janvier 2017, il est exclusivement directeur de la discipline de l'Eau Libre. Lors des Championnats du Monde de Budapest en 2017, l'Équipe de France a remporté six médailles dont quatre titres et termine 1re au classement des médailles des Nations.
Intronisé deux fois par l'« International Swimming Hall of Fame ». Une première fois en 2007, pour sa carrière de nageur eau libre de haut niveau et une seconde fois pour ses qualités d'administrateur et d'organisateur à la suite des résultats de l'Équipe de France eau libre.
En décembre 2022, il est nommé "Gloire du sport" par la Fédération des internationaux du sport français pour sa carrière de sportif de haut niveau, entraîneur et manager au service du sport français.
En 2025, il est nommé directeur technique national (DNT) par la Fédération française de triathlon.